# رونالدو فيانا
رونالدو فيانا هو لاعب كرة قدم برازيلي في مركز الوسط، ولد في 7 يناير 1979 في Vera Cruz do Oeste ‏ في البرازيل. لعب مع دبليو كونكشن.

## وصلات خارجية
- رونالدو فيانا على موقع قاعدة بيانات كرة القدم.إي يو (الإنجليزية)
- رونالدو فيانا على موقع قاعدة بيانات كرة القدم.إي يو (الإنجليزية)
- رونالدو فيانا على موقع Soccerway.com (الإنجليزية)